# Uladzimir Huljaj
Mons. Uladzimir Huljaj (* 14. června 1975 Vaŭkavysk) je běloruský římskokatolický duchovní a biskupem grodněnský.

## Život
Narodil se 14. června 1975 ve Vaŭkavysku.
Vstoupil do kněžského semináře v Grodnu a 26. června 1999 byl biskupem Aleksanderem Kaszkiewiczem vysvěcen na kněze. Na Katolické univerzitě v Lublinu se specializoval na studium systematické teologie. Po vysvěcení se stal farním vikářem ve farnosti svatého Františka Xaverského v Grodnu.
Roku 2001 byl jmenován prefektem kněžského semináře a o dva roky později farářem ve farnosti Povýšení svatého Kříže v Lidě. Od listopadu 2006 byl biskupským vikářem pro region Lida a roku 2010 se stal kanovníkem Grodněnské kapituly.
Dne 5. dubna 2024 jej papež František jmenoval biskupem koadjutorem grodněnské diecéze. Biskupské svěcení přijal 25. května z rukou arcibiskupa Ante Joziće a spolusvětiteli byli arcibiskup Iosif Stanieuski a biskup Aleksander Kaszkiewicz. Dne 30. září 2024 nastoupil do post diecézního biskupa.